# South Wales Main Line

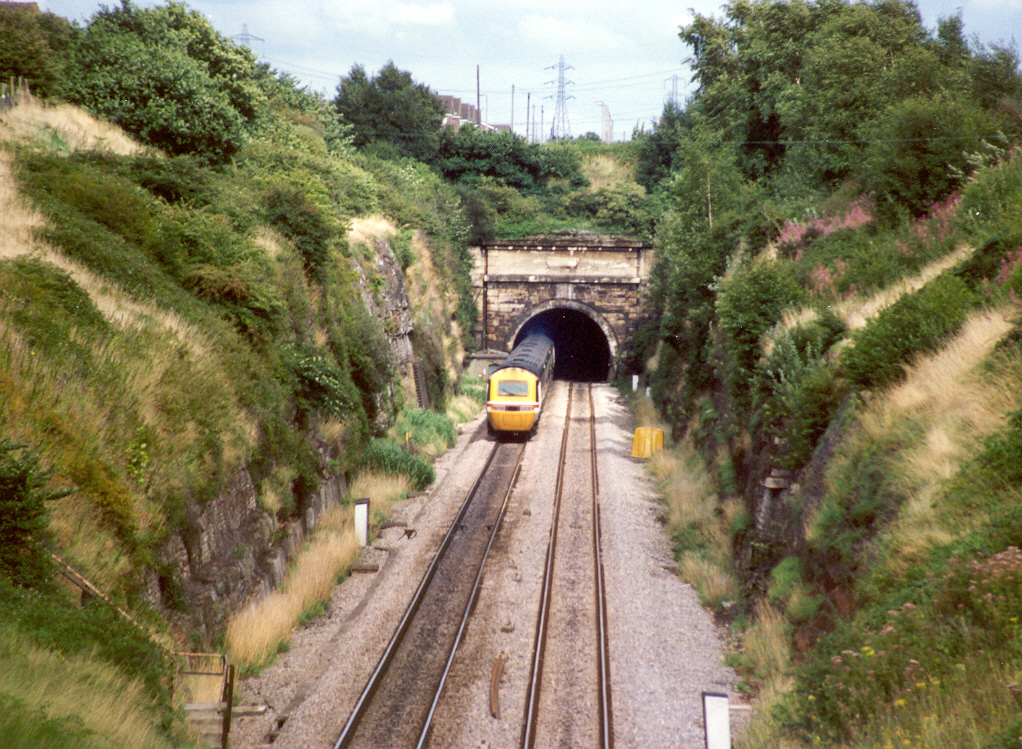
Severntunnel

De South Wales Main Line (Welsh: Prif Linell De Cymru) is een belangrijke spoorlijn in het Verenigd Koninkrijk die na Swindon in Royal Wootton Bassett aftakt van de Great Western Main Line tussen London Paddington en Temple Meads in Bristol en vandaar de verbinding maakt naar Swansea in het zuiden van Wales. De eerste benamingen voor de route waren de London, Bristol and South Wales Direct Railway of korter de Bristol and South Wales Direct Railway.
De South Wales Main Line maakt een eerste stop in Bristol Parkway en maakt de verbinding naar Wales door de Severntunnel. De lijn is sinds december 2019 tot Cardiff geëlektrificeerd met 25 kV 50 Hz wisselspanning. De South Wales Main Line was een van de laatste van de belangrijkste intercityroutes in Groot-Brittannië die niet- geëlektrificeerd bleef. Gezien het laatste deeltraject van Cardiff tot Swansea niet geëlektrificeerd wordt, dient het traject bediend te worden met duale modus elektro-diesel locomotieven.